# Бен Джонсон
Бен Джонсон (англ. Ben Jonson, 11 червня 1572 — 6 серпня 1637) — англійський драматург, поет і критик початку XVII століття. Він популяризував комедію характерів. Найбільш відомі чотири його п'єси: «Кожна людина у своєму гуморі» (1598), «Вольпон, або Лис» (1605), «Алхімік» (1610) та «Варфоломеїв ярмарок: Комедія» (1614). Внеском в англійську літературу була також його лірична поезія. Загалом Джонсона вважають другим за значенням після Шекспіра англійським драматургом часів правління Якова I Стюарта.